# Champenard
Champenard – miejscowość i gmina we Francji, w regionie Normandia, w departamencie Eure.
Według danych na rok 1990 gminę zamieszkiwało 129 osób, a gęstość zaludnienia wynosiła 56 osób/km² (wśród 1421 gmin Górnej Normandii Champenard plasuje się na 769. miejscu pod względem liczby ludności, natomiast pod względem powierzchni na miejscu 873.).